# Лампен, Жорж
Жорж Лампен (14 октября, 1901, Санкт-Петербург, Российская империя — 6 мая 1979, По, Франция) — французский актёр немого кино, кинорежиссёр, сценарист и продюсер.

## Биография
Родившийся и выросший в Санкт-Петербурге, Жорж Лампен эмигрировал во Францию в возрасте двадцати лет, где сначала работал помощником Рене Клера и Абеля Ганса (в частности, сыграл роль Жозефа Бонапарта в его фильме «Наполеон» 1927 года). В 1930-х годах сделал себе имя как продюсер фильмов Пьера Биллона, Марселя Л’Эрбье, Мориса Глейза и Джеффа Мюссо. Одной из его самых известных постановок в то время был приключенческий фильм «Анжелика» с Вивиан Романс в главной роли, снятый Жаном Шу. В 1946 году состоялся его режиссёрский дебют — литературной экранизацией «Идиот» по роману Фёдора Достоевского. Главные роли исполнили Эдвиг Фейер, Люсьен Кодель и Жерар Филип.
В последующие десятилетия Жорж Лампен снял более десяти фильмов, в том числе такие драмы, как « Возвращение к жизни» с Сержем Реджани и «Дом на дюнах» с Жинетт Леклерк. Он также пробует свои силы в фильмах «плаща и шпаги», таких, как «Ля Тур, берегись!» с Жаном Маре.

## Фильмография

### Актёр
- 1926 г.: Кармен Жака Фейдера: контрабандист
- 1927 г.: Казанова Александра Волкова
- 1927 г.: Наполеон Абеля Ганса: Жозеф Бонапарт

### Режиссёр
- 1946 г.: Идиот
- 1948 г.: Вечный конфликт
- 1949 г.: Рай потерянных пилотов
- 1949 г.: Возвращение к жизни
- 1950 г.: Старейшины Сен-Лу с Сержем Реджани, Бернаром Блие
- 1951 г.: Страсть
- 1952 г.: Дом на дюнах
- 1953 г.: Следуйте за этим человеком с Бернаром Блие
- 1956 г.: Встреча в Париже с Робером Ламурё
- 1956 г.: Преступление и наказание с Робером Оссейном, Жаном Габеном, Бернаром Блие, Мариной Влади
- 1957 г.: Ля Тур, берегись! с Жаном Маре
- 1963 г.: Матиас Сандорф с Луи Журданом и Бернаром Блие

### Ассистент режиссёра
- 1927 г.: Наполеон Абеля Ганса (в титрах не указан)
- 1927 г.: Панама не Париж (Die Apachen von Paris) Николая Маликова
- 1929 г.: Двое робких Рене Клера
- 1930 г.: Духи дамы в чёрном Марселя Л’Эрбье
- 1931 г.: Бал Вильгельма Тиле
- 1948 г.: Триумфальная арка Льюиса Майлстоуна
- 1966 г.: Операция «Опиум» («Мак тоже цветок») Теренса Янга